# Saint-Rémy-l'Honoré
Saint-Rémy-l'Honoré is een gemeente in het Franse departement Yvelines (regio Île-de-France) en telt 1299 inwoners (1999). De plaats maakt deel uit van het arrondissement Rambouillet.

## Geografie
De oppervlakte van Saint-Rémy-l'Honoré bedraagt 10,1 km², de bevolkingsdichtheid is 128,6 inwoners per km².
De onderstaande kaart toont de ligging van Saint-Rémy-l'Honoré met de belangrijkste infrastructuur en aangrenzende gemeenten.

## Demografie
Onderstaande figuur toont het verloop van het inwonertal (bron: INSEE-tellingen).